# Атяево
Атяево — исчезнувшая деревня в Колпашевском районе Томской области. На момент упразднения входила в состав Моховского сельсовета. Упразднена в 1971 году.

## География
Деревня располагалась на правом берегу протоки реки Кеть — Дурной Исток, в 2,4 км (по прямой) к востоку от деревни Юдино.

## История
Деревня была основана в 1626 г. В 1928 году деревня Атява состояла из 30 хозяйств. В административном отношении входила в состав Моховского сельсовета Колпашевского района Томского округа Сибирского края.
В 1960-е годы деревня попала в разряд не перспективных и по планам должна была быть сселена к 1975 году.
Решение № 6 Томского облисполкома от 14 января 1971 г. в связи с выездом населения деревня Атяево исключена из учётных данных.

## Население
| 1926 | 1939 | 1952 | 1959 | 1970 |
| ---- | ---- | ---- | ---- | ---- |
| 176  | ↗219 | ↘110 | ↘70  | ↘0   |

В 1926 году основным населением деревни были русские.